# Дявол (филм)
„Дявол“ (оригинално название Devil, пълно название The Night Chronicles: Devil) е американски филм, създаден по идея на М. Найт Шаямалан. Режисиран е от Джон Ерик Даудъл, а сценарият е изработен от Браян Нелсън. Филмът е обявен като бъдещ проект през октомври 2008 година. Премиерата му се състои на 17 септември 2010 година.
Филмът е психологически трилър, в който има примесени свръхестествени мотиви. Сюжетното му действие се развива около петима непознати, които се оказват заклещени в блокиран асансьор в бизнес сграда във Филаделфия. Главните роли се играят от Крис Месина (детектив Баудън), Лоугън Маршал-Грийн (Тони), Джени О'Хара (Джейн), Джейкъб Варгас (Рамирес), Мат Крейвън (Лустиг) и Бояна Новакович (Сара).